# Левита, Густав
Густав Левита (пол. Gustaw Lewita, фр. Gustave Lewita; 15 сентября 1853, Плоцк — 7 февраля 1889, Париж) — польский пианист.
Учился в Варшаве у Адама Мюнхеймера, затем в Варшавском институте музыки у Рудольфа Штробля. В 1879—1880 гг. сам преподавал там же.

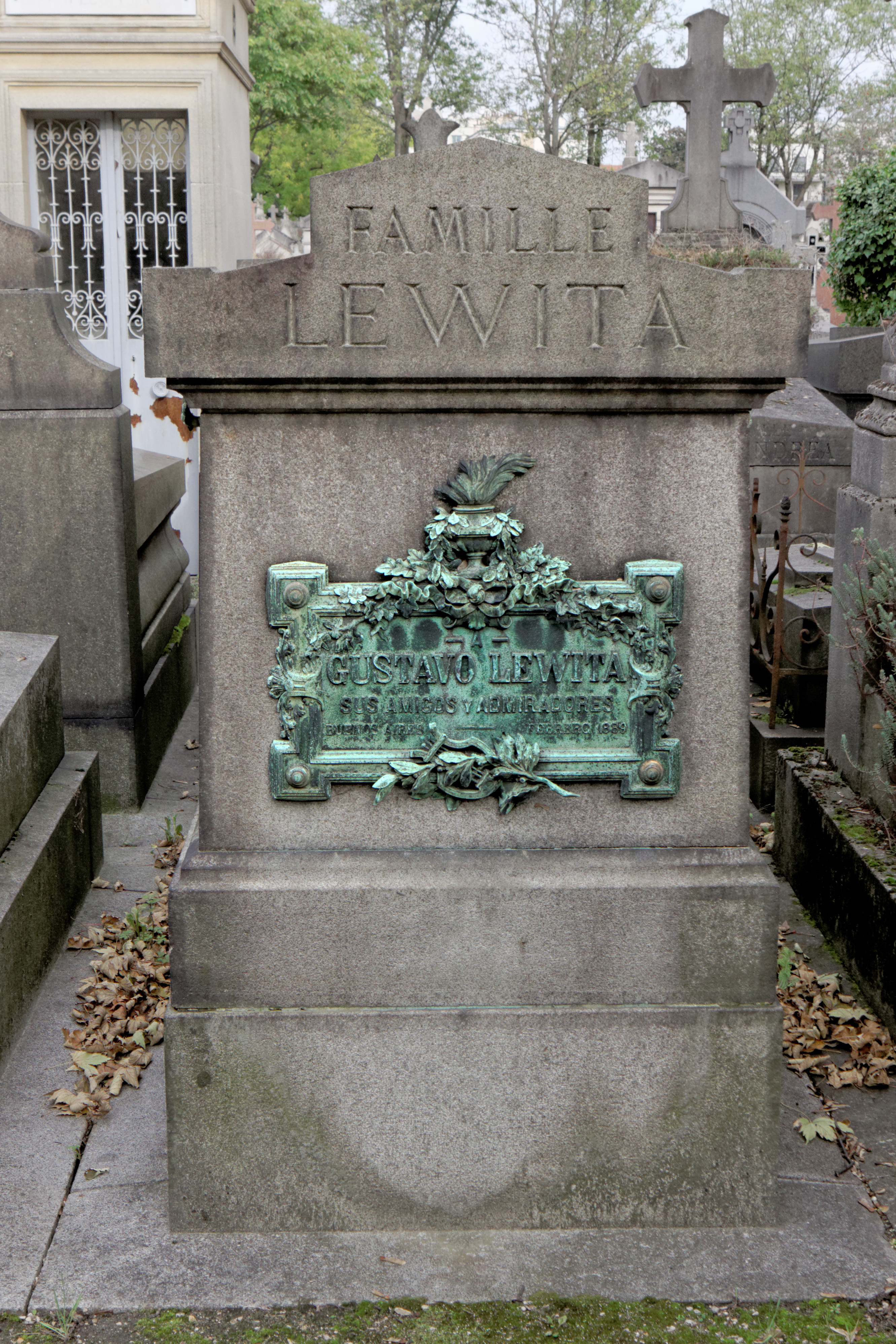
Надгробие Г. Левиты и его братьев на кладбище Пер-Лашез

С 1880 г. жил преимущественно в Париже, дебютировал в концертах Жюля Этьенна Падлу и в дальнейшем был частым их участником. В 1887 г. концертировал по Скандинавии в составе Парижского трио с Иоганнесом Вольфом и Зигмундом Бюргером. Затем в 1887—1888 гг. выступал в Латинской Америке (в частности, выступал в 1888 г. перед бразильским императором Педру II), часть турне провёл вместе со скрипачом Морисом Дангремоном — эти выступления оставили значительный след в аргентинской музыкальной культуре: надгробие Левиты на парижском кладбище Пер-Лашез подарено его аргентинскими почитателями и несёт на себе соответственную надпись. Современники отмечали, что «на очень личный манер и с исключительной силой» (фр. la façon très personnelle et fort distinguée) Левита исполнял произведения Фридерика Шопена.
Умер от менингита.